# Die Kinder meiner Braut
Die Kinder meiner Braut ist ein deutscher Fernsehfilm aus dem Jahr 2004, der am 23. Januar 2004 zum ersten Mal im Ersten gezeigt wurde. Er ist die Fortsetzung von Die Braut meines Freundes und ebenfalls von der Autorin Christiane Sadlo. Er ist eine Produktion der Saxonia Media im Auftrag der Degeto Film.

## Handlung
Gerade als der Landarzt Michael Mangold seiner Freundin, der Polizistin Lena Stern, einen Heiratsantrag machen will, klingelt es an der Türe: Die zu Waisen gewordenen Kinder der Halbschwester seines Freundes Jörg Klein, Lenas Ex-Verlobten, Laura und Tini mit dem Baby Jesus, stehen vor der Tür. Als er am Abend seinen Heiratsantrag endlich vorträgt, erfährt Michael von Träumen seiner Freundin über eine Karriere im höheren Polizeidienst und sieht die seinen von Nachwuchs mit ihr schwinden.   
Da Jörg eine Forschungsreise in die Antarktis fest  geplant hat, nehmen Lena und Michael die Kinder bei sich auf, bis das Jugendamt eine Pflegefamilie gefunden ist. Doch vom ersten Tag an sorgen die Kids für reichlich Trubel im ohnehin schon leicht chaotischen Haushalt ihrer Eltern auf Zeit: Laura isst kein Fleisch, Jesus verträgt ausschließlich Stutenmilch und der kleine Hund der Kinder schleppt Flöhe in Michaels Praxis.
Während Lena und ihre Kollegen nach einem Pferdeschlitzer suchen, verarztet Michael heimlich den verletzten Verdächtigen Thomas Dorn. Nachdem das Jugendamt drei Plätze für die Kinder gefunden hat, fliehen diese und werden danach wieder bei den beiden aufgenommen. Lena freundet sich nun mehr und mehr mit dem Gedanken an, Laura, Tini und Jesus zu adoptieren. Das passt Michael gar nicht, der eigene Kinder will. Im Streit verlässt er zunächst das Haus, nimmt aber dann doch couragiert die Vaterrolle an. Auch der Konflikt um den gesuchten Tierquäler löst sich auf, als jemand anderes festgenommen wird. Schließlich findet die Hochzeit statt und Jörg Klein ist zum Gratulieren zurückgekehrt. Die Kinder und er proklamieren, dass sie nun zusammenziehen, aber Michael kontert, dass die Adoption schon beantragt ist. Zugleich kündigt Lena Nachwuchs Nummer vier an.    

## Kritik
„TV-Schnulze. Schlicht gestrickte und einfallslose Fortsetzung des Quotenerfolgs „Die Braut meines Freundes“.“